# Wereldkampioenschap superbike van Silverstone 2005
Het wereldkampioenschap superbike van Silverstone 2005 was de vijfde ronde van het wereldkampioenschap superbike en het wereldkampioenschap Supersport 2005. De races werden verreden op 29 mei 2005 op Silverstone nabij Silverstone, Verenigd Koninkrijk.

## Superbike

### Race 1
| Pos | Nr  | Rijder              | Constructeur | Rondes | Tijd           | Grid | Punten |
| --- | --- | ------------------- | ------------ | ------ | -------------- | ---- | ------ |
| 1   | 55  | Régis Laconi        | Ducati       | 28     | 40:58.899      | 3    | 25     |
| 2   | 11  | Troy Corser         | Suzuki       | 28     | +0.096         | 4    | 20     |
| 3   | 1   | James Toseland      | Ducati       | 28     | +1.136         | 7    | 16     |
| 4   | 77  | Chris Vermeulen     | Honda        | 28     | +11.285        | 5    | 13     |
| 5   | 7   | Pierfrancesco Chili | Honda        | 28     | +14.649        | 13   | 11     |
| 6   | 9   | Chris Walker        | Kawasaki     | 28     | +16.461        | 8    | 10     |
| 7   | 76  | Max Neukirchner     | Honda        | 28     | +40.465        | 10   | 9      |
| 8   | 200 | Giovanni Bussei     | Kawasaki     | 28     | +43.265        | 17   | 8      |
| 9   | 30  | José Luis Cardoso   | Yamaha       | 28     | +46.411        | 6    | 7      |
| 10  | 31  | Karl Muggeridge     | Honda        | 28     | +49.211        | 11   | 6      |
| 11  | 71  | Yukio Kagayama      | Suzuki       | 28     | +51.706        | 1    | 5      |
| 12  | 6   | Mauro Sanchini      | Kawasaki     | 28     | +56.374        | 23   | 4      |
| 13  | 88  | Andrew Pitt         | Yamaha       | 28     | +1:11.602      | 9    | 3      |
| 14  | 25  | Alessio Velini      | Ducati       | 28     | +1:25.186      | 25   | 2      |
| 15  | 17  | Miguel Praia        | Yamaha       | 28     | +1:25.974      | 27   | 1      |
| 16  | 21  | Michel Nickmans     | Yamaha       | 28     | +1:26.774      | 26   |        |
| DNF | 99  | Steve Martin        | Petronas     | 27     | Uitgevallen    | 24   |        |
| DNF | 41  | Noriyuki Haga       | Yamaha       | 25     | Uitgevallen    | 2    |        |
| DNF | 155 | Ben Bostrom         | Honda        | 23     | Uitgevallen    | 15   |        |
| DNF | 3   | Norifumi Abe        | Yamaha       | 22     | Uitgevallen    | 14   |        |
| DNF | 52  | Massimo Roccoli     | Yamaha       | 11     | Uitgevallen    | 16   |        |
| DNF | 24  | Garry McCoy         | Petronas     | 8      | Schade ongeluk | 12   |        |
| DNF | 57  | Lorenzo Lanzi       | Ducati       | 1      | Ongeluk        | 22   |        |
| DNF | 12  | Lorenzo Alfonsi     | Yamaha       | 0      | Ongeluk        | 20   |        |
| DNF | 10  | Fonsi Nieto         | Ducati       | 0      | Ongeluk        | 21   |        |
| DNF | 32  | Sébastien Gimbert   | Yamaha       | 0      | Ongeluk        | 19   |        |
| DNF | 8   | Ivan Clementi       | Ducati       | 0      | Ongeluk        | 18   |        |

### Race 2
| Pos | Nr  | Rijder              | Constructeur | Rondes | Tijd         | Grid | Punten |
| --- | --- | ------------------- | ------------ | ------ | ------------ | ---- | ------ |
| 1   | 1   | James Toseland      | Ducati       | 28     | 40:55.190    | 7    | 25     |
| 2   | 11  | Troy Corser         | Suzuki       | 28     | +0.473       | 4    | 20     |
| 3   | 41  | Noriyuki Haga       | Yamaha       | 28     | +3.187       | 2    | 16     |
| 4   | 77  | Chris Vermeulen     | Honda        | 28     | +6.691       | 5    | 13     |
| 5   | 7   | Pierfrancesco Chili | Honda        | 28     | +16.923      | 13   | 11     |
| 6   | 9   | Chris Walker        | Kawasaki     | 28     | +17.057      | 8    | 10     |
| 7   | 71  | Yukio Kagayama      | Suzuki       | 28     | +28.248      | 1    | 9      |
| 8   | 3   | Norifumi Abe        | Yamaha       | 28     | +31.760      | 14   | 8      |
| 9   | 88  | Andrew Pitt         | Yamaha       | 28     | +32.084      | 9    | 7      |
| 10  | 31  | Karl Muggeridge     | Honda        | 28     | +36.492      | 11   | 6      |
| 11  | 57  | Lorenzo Lanzi       | Ducati       | 28     | +39.470      | 22   | 5      |
| 12  | 8   | Ivan Clementi       | Ducati       | 28     | +40.182      | 18   | 4      |
| 13  | 24  | Garry McCoy         | Petronas     | 28     | +41.325      | 12   | 3      |
| 14  | 155 | Ben Bostrom         | Honda        | 28     | +46.096      | 15   | 2      |
| 15  | 52  | Massimo Roccoli     | Yamaha       | 28     | +56.251      | 16   | 1      |
| 16  | 200 | Giovanni Bussei     | Kawasaki     | 28     | +56.733      | 17   |        |
| 17  | 6   | Mauro Sanchini      | Kawasaki     | 28     | +58.902      | 23   |        |
| 18  | 76  | Max Neukirchner     | Honda        | 28     | +1:04.667    | 10   |        |
| 19  | 25  | Alessio Velini      | Ducati       | 28     | +1:13.561    | 25   |        |
| 20  | 99  | Steve Martin        | Petronas     | 28     | +1:17.669    | 24   |        |
| 21  | 21  | Michel Nickmans     | Yamaha       | 28     | +1:25.339    | 26   |        |
| DNF | 10  | Fonsi Nieto         | Ducati       | 20     | Uitgevallen  | 21   |        |
| DNF | 17  | Miguel Praia        | Yamaha       | 12     | Ongeluk      | 27   |        |
| DNF | 55  | Régis Laconi        | Ducati       | 1      | Ongeluk      | 3    |        |
| DNF | 30  | José Luis Cardoso   | Yamaha       | 1      | Ongeluk      | 6    |        |
| DNS | 32  | Sébastien Gimbert   | Yamaha       | 0      | Niet gestart | 19   |        |
| DNS | 12  | Lorenzo Alfonsi     | Yamaha       | 0      | Niet gestart | 20   |        |

## Supersport
| Pos | Nr  | Rijder                | Constructeur | Rondes | Tijd         | Grid | Punten |
| --- | --- | --------------------- | ------------ | ------ | ------------ | ---- | ------ |
| 1   | 16  | Sébastien Charpentier | Honda        | 28     | 41:53.540    | 1    | 25     |
| 2   | 11  | Kevin Curtain         | Yamaha       | 28     | +2.843       | 2    | 20     |
| 3   | 99  | Fabien Foret          | Honda        | 28     | +20.405      | 5    | 16     |
| 4   | 8   | Stéphane Chambon      | Honda        | 28     | +22.363      | 9    | 13     |
| 5   | 23  | Broc Parkes           | Yamaha       | 28     | +24.823      | 7    | 11     |
| 6   | 77  | Barry Veneman         | Suzuki       | 28     | +32.010      | 10   | 10     |
| 7   | 69  | Gianluca Nannelli     | Ducati       | 28     | +33.642      | 4    | 9      |
| 8   | 13  | Alessio Corradi       | Ducati       | 28     | +37.326      | 15   | 8      |
| 9   | 21  | Katsuaki Fujiwara     | Honda        | 28     | +37.789      | 6    | 7      |
| 10  | 25  | Tatu Lauslehto        | Honda        | 28     | +37.828      | 12   | 6      |
| 11  | 45  | Sébastien Le Grelle   | Honda        | 28     | +47.018      | 14   | 5      |
| 12  | 12  | Javier Forés          | Suzuki       | 28     | +47.498      | 16   | 4      |
| 13  | 64  | Julien Da Costa       | Kawasaki     | 28     | +48.495      | 24   | 3      |
| 14  | 27  | Tom Tunstall          | Honda        | 28     | +50.780      | 20   | 2      |
| 15  | 19  | Jarno Janssen         | Suzuki       | 28     | +52.972      | 17   | 1      |
| 16  | 24  | Christophe Cogan      | Suzuki       | 28     | +53.615      | 18   |        |
| 17  | 127 | Robbin Harms          | Honda        | 28     | +54.846      | 23   |        |
| 18  | 30  | Alessandro Antonello  | Kawasaki     | 28     | +1:20.242    | 19   |        |
| 19  | 58  | Tomáš Mikšovský       | Honda        | 28     | +1:23.737    | 25   |        |
| 20  | 28  | Sami Penna            | Honda        | 28     | +1:23.780    | 26   |        |
| DNF | 59  | Paweł Szkopek         | Honda        | 22     | Ongeluk      | 27   |        |
| DNF | 100 | Topi Haarala          | Honda        | 22     | Ongeluk      | 22   |        |
| DNF | 84  | Michel Fabrizio       | Honda        | 21     | Uitgevallen  | 8    |        |
| DNF | 83  | Craig Jones           | Honda        | 4      | Uitgevallen  | 3    |        |
| DNF | 14  | Andrea Berta          | Ducati       | 3      | Uitgevallen  | 28   |        |
| DNF | 116 | Johan Stigefelt       | Honda        | 2      | Ongeluk      | 13   |        |
| DNF | 85  | Cal Crutchlow         | Honda        | 2      | Uitgevallen  | 11   |        |
| DNF | 88  | Julien Enjolras       | Yamaha       | 1      | Ongeluk      | 21   |        |
| DNS | 15  | Matteo Baiocco        | Kawasaki     | 0      | Niet gestart |      |        |

## Tussenstanden na wedstrijd

### Superbike
| Pos | Nr | Rijder          | Team   | Punten |
| --- | -- | --------------- | ------ | ------ |
| 1   | 11 | Troy Corser     | Suzuki | 222    |
| 2   | 71 | Yukio Kagayama  | Suzuki | 144    |
| 3   | 77 | Chris Vermeulen | Honda  | 141    |
| 4   | 55 | Régis Laconi    | Ducati | 112    |
| 5   | 1  | James Toseland  | Ducati | 98     |

### Supersport
| Pos | Nr | Rijder                | Team   | Punten |
| --- | -- | --------------------- | ------ | ------ |
| 1   | 16 | Sébastien Charpentier | Honda  | 115    |
| 2   | 21 | Katsuaki Fujiwara     | Honda  | 90     |
| 3   | 11 | Kevin Curtain         | Yamaha | 80     |
| 4   | 99 | Fabien Foret          | Honda  | 54     |
| 5   | 23 | Broc Parkes           | Yamaha | 49     |

2002 · 2003 · 2004 · 2005 · 2006 · 2007 · 2010 · 2011 · 2012 · 2013